# Clara Mentil
Clara Mentil (* 2. August 2006) ist eine österreichische Nordische Kombiniererin.

## Werdegang
Mentil, die für den SV Villach startet, nimmt seit 2019 an internationalen Wettbewerben teil. Bei den Nordischen Skispielen der OPA 2020 in Villach lief Mentil auf Rang 13 und gewann gemeinsam mit Laura Pletz und Anja Rathgeb Bronze in der Staffel. Beim Europäischen Olympischen Winter-Jugendfestival 2023 in Planica und Tarvis lief sie auf den elften Platz. Zudem wurde sie Fünfte im Teamwettkampf der Spezialspringerinnen. Anfang Februar 2023 belegte sie bei den Nordischen Junioren-Skiweltmeisterschaften in Whistler den 18. Platz. Im Teamspringen wurde sie gemeinsam mit Meghann Wadsak, Elisa Deubler und Julia Mühlbacher Sechste. Am 3. März 2023 debütierte sie in Eisenerz im Continental Cup, dem Unterbau zum Weltcup. Dabei lief sie als 20. in die Punkteränge. Im September 2023 ging sie erstmals im Grand Prix an den Start, der höchsten Wettkampfserie im Sommer.
Am 15. Dezember 2023 debütierte Mentil in Ramsau im Weltcup. Zwar wurde sie an beiden Wettkampftagen Letzte, doch reichte der 28. Platz für ihre ersten Weltcuppunkte. Bei den Olympischen Jugend-Winterspielen Ende Jänner 2024 in Gangwon erreichte Mentil den 15. Platz im Einzel und wurde Vierte im Mixed-Team. Kurz darauf trat sie an den Nordischen Junioren-Skiweltmeisterschaften in Planica an. Dort lief sie auf Rang 24. Im Winter 2024/25 nahm Mentil an allen Rennen des Continental Cups teil und wurde in der Gesamtwertung Achte. Bei den Nordischen Junioren-Skiweltmeisterschaften 2025 in Lake Placid belegte sie den 28. Platz.

## Privates
Mentil ist mit einer Schwester in Irschen aufgewachsen. Sie besuchte in Dellach im Drautal eine Mittel- und eine Musikschule.

## Statistik

### Weltcup-Platzierungen
| Saison  | Platz | Punkte |
| ------- | ----- | ------ |
| 2023/24 | 38.   | 026    |

### Grand-Prix-Platzierungen
| Saison | Platz | Punkte |
| ------ | ----- | ------ |
| 2023   | 27.   | 044    |
| 2024   | 27.   | 020    |

### Continental-Cup-Platzierungen
| Saison  | Platz | Punkte |
| ------- | ----- | ------ |
| 2022/23 | 35.   | 022    |
| 2024/25 | 08.   | 232    |